# Consell Municipal de Nova York

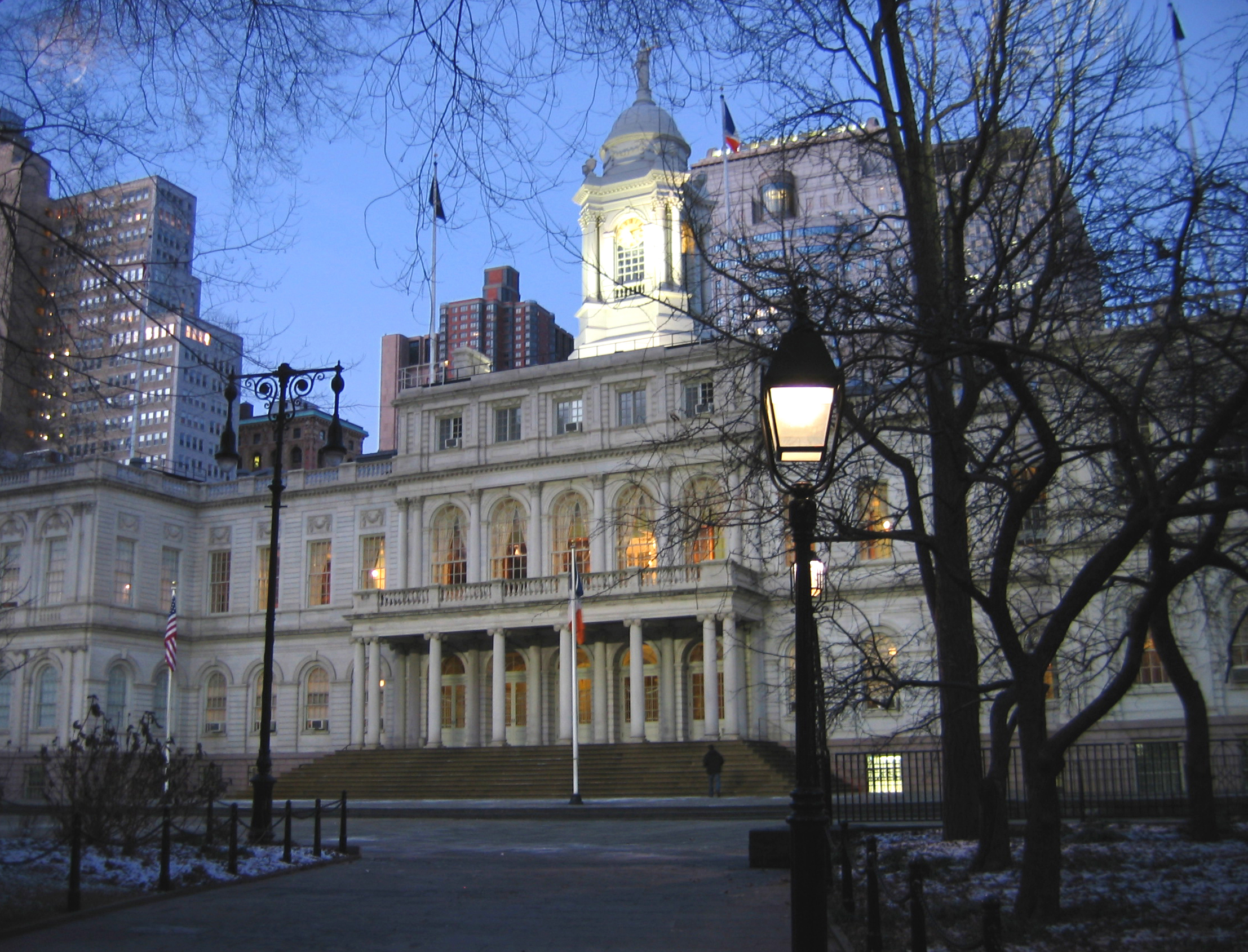
La cambra del consell està situada al New York City Hall.

El Consell Municipal de Nova York (en anglès New York City Council) és l'organisme legislatiu de la ciutat de Nova York. Es compon de 51 membres que provenen dels 51 districtes municipals repartits en els cinc "boroughs" (barris) de la ciutat:
- 16 membres per a Brooklyn
- 14 membres per a Queens
- 10 membres per a Manhattan
- 8 membres per al Bronx
- 3 membres per a Staten Island

El consell té un paper de contrapès davant els poders del  batlle, controlant el treball dels agents municipals, determinant la utilització dels terrenys de la ciutat, i legislant sobre diferents afers de la Big Apple. El consell té a més a més la responsabilitat exclusiva de ratificar el pressupost de la ciutat, i els seus membres no poden ser-ho més de dos mandats consecutius. El consell es compon a més a més de diferents comitès que tenen una funció de vigilància sobre els diferents òrgans del poder a la ciutat de Nova York.